# Voor een verloren soldaat (boek)
Voor een verloren soldaat is een Nederlandse autobiografische roman, geschreven door Rudi van Dantzig, voornamelijk over zijn jeugd in de Tweede Wereldoorlog. In het boek heet de jongen Jeroen, en is hij de belevend ik-persoon. 
De eerste druk van het boek is verschenen in 1986. Daarnaast is er over het verhaal in 1992 een film gemaakt, eveneens onder de titel Voor een verloren soldaat.

## Verhaal
De 11-jarige Jeroen, die in Amsterdam woont, verblijft in de hongerwinter bij een pleeggezin in Laaxum, Friesland. Bij de bevrijding raakt hij daar bevriend met de jonge geallieerde soldaat Wolt en hebben ze ook seks. Jeroen begrijpt dat Wolt na verloop van tijd weer met de andere soldaten zal vertrekken, maar hoopt dat hij hem dan meeneemt. Op een dag blijkt zijn vriend echter zonder expliciet afscheid vertrokken te zijn. Terug in Amsterdam onderneemt Jeroen, hopend dat Wolt daar ook is, zoektochten naar hem, maar hij ziet hem niet meer terug.